# Ma femme est un gangster 2
Série
Ma femme est un gangster
(2001) Ma femme est un gangster 3
(2006)
Pour plus de détails, voir Fiche technique et Distribution.
Ma femme est un gangster 2 (조폭 마누라 2 - 돌아온 전설, Jopog manura 2: Dolaon jeonseol) est un film sud-coréen réalisé par Jeong Heung-sun, sorti le 5 septembre 2003.

## Synopsis
La légendaire chef de triade surnommée Mantis disparaît à la suite d'une violente rixe. Touchée à la tête, elle est recueillie par un patron de restaurant. Se rendant rapidement compte que la jeune femme est frappée d'amnésie, l'homme lui propose de travailler à ses côtés. Mantis accepte, et bientôt abat plus de travail que dix hommes réunis. Son passé va alors, petit à petit, être amené à refaire surface...

## Fiche technique
- Titre : Ma femme est un gangster 2
- Titre original : 조폭 마누라 2 - 돌아온 전설 (Jopog manura 2: Dolaon jeonseol)
- Réalisation : Jeong Heung-sun
- Scénario : Jeong Heung-sun et Choi Hae-cheol
- Musique : Park Jeong-hyeon
- Pays d'origine : Corée du Sud
- Langue : coréen
- Format : Couleurs - 1,85:1 - Dolby Digital - 35 mm
- Genre : Comédie romantique, comédie noire , action et film de gangsters
- Durée : 110 minutes
- Date de sortie : 5 septembre 2003

## Distribution
- Shin Eun-gyeong : Cha Eun-jin (Mantis)
- Park Jun-gyu : Yun Jae-cheol
- Jang Se-jin : Baek Sang-eo
- Lee Won-jong : Yeo Sa-rang
- Jo Mi-ryeong : Geum Eun-bang
- Choi Eun-ju : Sheri
- Ryu Hyun-kyung
- Shim Won-cheol
- Kim In-gweon
- Zhang Ziyi

## À noter
Le film appartient à une trilogie dont les autres volets sont :
- 2001 : Ma femme est un gangster, de Jo Jin-gyu
- 2006 : Ma femme est un gangster 3, de Jo Jin-gyu